# لويس بوفورت ستيوارت
لويس بوفورت ستيوارت هو عالم فلك ومهندس كندي، ولد في 27 يناير 1861، وتوفي في 15 مارس 1937.